# Ronde van Lombardije 1932
De Ronde van Lombardije 1932 was de 28e editie van deze eendaagse Italiaanse wielerwedstrijd, en werd verreden op zondag 23 oktober 1932. Het parcours leidde van Milaan naar Milaan en ging over een afstand van 265 kilometer. De Italiaan Antonio Negrini won de sprint. 

## Uitslag
| Ronde van Lombardije 1932 |                     |                    |          |
| Plaats                    | Naam                | Ploeg              | Tijd     |
| Winnaar                   | Antonio Negrini     | Maino-Clément      | 8u40'01" |
| 2                         | Domenico Piemontesi | Gloria-Hutchinson  | z.t.     |
| 3                         | Remo Bertoni        | Legnano-Hutchinson | z.t.     |
| 4                         | Aldo Canazza        | Wolsit-Hutchinson  | z.t.     |
| 5                         | Mario Cipriani      | Ganna-Dunlop       | z.t.     |
| 6                         | Michele Mara        | Bianchi-Pirelli    | z.t.     |
| 7                         | Giovanni Firpo      | Gloria-Hutchinson  | z.t.     |
| 8                         | Pietro Rimoldi      |                    | z.t.     |
| 9                         | Antonio Fraccaroli  |                    | z.t.     |
| 10                        | Giovanni Vitali     |                    | z.t.     |

1905 · 1906 · 1907 · 1908 · 1909 · 1910 · 1911 · 1912 · 1913 · 1914 · 1915 · 1916 · 1917 · 1918 · 1919 · 1920 · 1921 · 1922 · 1923 · 1924 · 1925 · 1926 · 1927 · 1928 · 1929 · 1930 · 1931 · 1932 · 1933 · 1934 · 1935 · 1936 · 1937 · 1938 · 1939 · 1940 · 1941 · 1942 · 1943 · 1944 · 1945 · 1946 · 1947 · 1948 · 1949 · 1950 · 1951 · 1952 · 1953 · 1954 · 1955 · 1956 · 1957 · 1958 · 1959 · 1960 · 1961 · 1962 · 1963 · 1964 · 1965 · 1966 · 1967 · 1968 · 1969 · 1970 · 1971 · 1972 · 1973 · 1974 · 1975 · 1976 · 1977 · 1978 · 1979 · 1980 · 1981 · 1982 · 1983 · 1984 · 1985 · 1986 · 1987 · 1988 · 1989 · 1990 · 1991 · 1992 · 1993 · 1994 · 1995 · 1996 · 1997 · 1998 · 1999 · 2000 · 2001 · 2002 · 2003 · 2004 · 2005 · 2006 · 2007 · 2008 · 2009 · 2010 · 2011 · 2012 · 2013 · 2014 · 2015 · 2016 · 2017 · 2018 · 2019 · 2020 · 2021 · 2022 · 2023 · 2024 · 2025